# Simon von Haarlem
Simon von Haarlem (oder Simon van Herlam) war ein niederländischer Maler am Anfang des 16. Jahrhunderts.
Simon von Haarlems Tätigkeit ist von 1501 bis 1524 in Antwerpen nachweisbar. Er wurde 1502 in die Antwerpener Lukasgilde aufgenommen und wird als Lehrmeister von Joos van Cleve erwähnt. Er war wohl sehr erfolgreich und betrieb eine Werkstatt mit mehreren Lehrlingen. Unter anderem lieferte er Altäre bis nach Spanien.
Eventuell könnte man Simon von Haarlem mit dem Meister des Morrison-Triptychons identifizieren.